# 자위더르 간척 사업

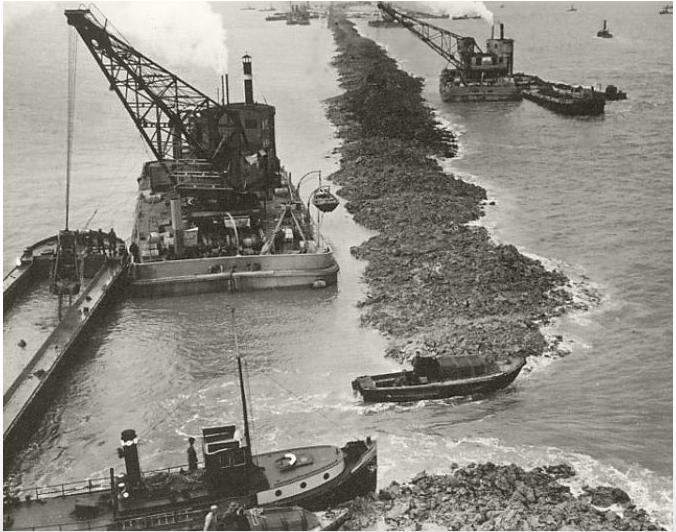
자위더르 대방조제 건설

자위더르 간척 사업( - 干拓事業, 네덜란드어: Zuiderzeewerken 자위데르제베르컨[*], 영어: Zuiderzee Works, 자위더르 해 사업)은 네덜란드 자위더르 해의 간척 사업이다.
자위더르 방조제의 길이는 세계 최장인 새만금 방조제(33.9km) 보다 1400m 짧은 32.5km로, 새만금 방조제 이전까지 세계 최장의 방조제였다.
2004년 기준으로, 연간 5백만명의 관광객을 끌어 들여 1조 2천억원의 관광수입을 거두고 있다.
새만금 간척 사업과 규모가 비슷한 네덜란드의 자위더르 간척사업은 국민합의를 바탕으로 불과 3년(1929년 ~ 1932년)만에 방조제 공사를 끝냈다.

## 같이 보기
- 자위더르 방조제
- 자위더르 해
- 에이설호
- 마르커르호
- 비링에르메이르
- 노르도스트폴더르
- 플레볼란트주
- 동 플레볼란트, 남 플레볼란트(en)